# Мадріу-Перафіта-Кларор
Долина Мадре-Перафіта-Кларор (кат. Vall del Madriu-Perafita-Claror) — льодовикова долина на південному сході Андорри, з площею 42,47 км ², що становить 9% території країни. Долина містить значну кількість рідкісних біологічних видів, 2004 року вона першим та єдиним об'єктом в Андоррі, занесеним до списку Світової спадщини ЮНЕСКО. 2006 року територія охоронної зони була розширена.

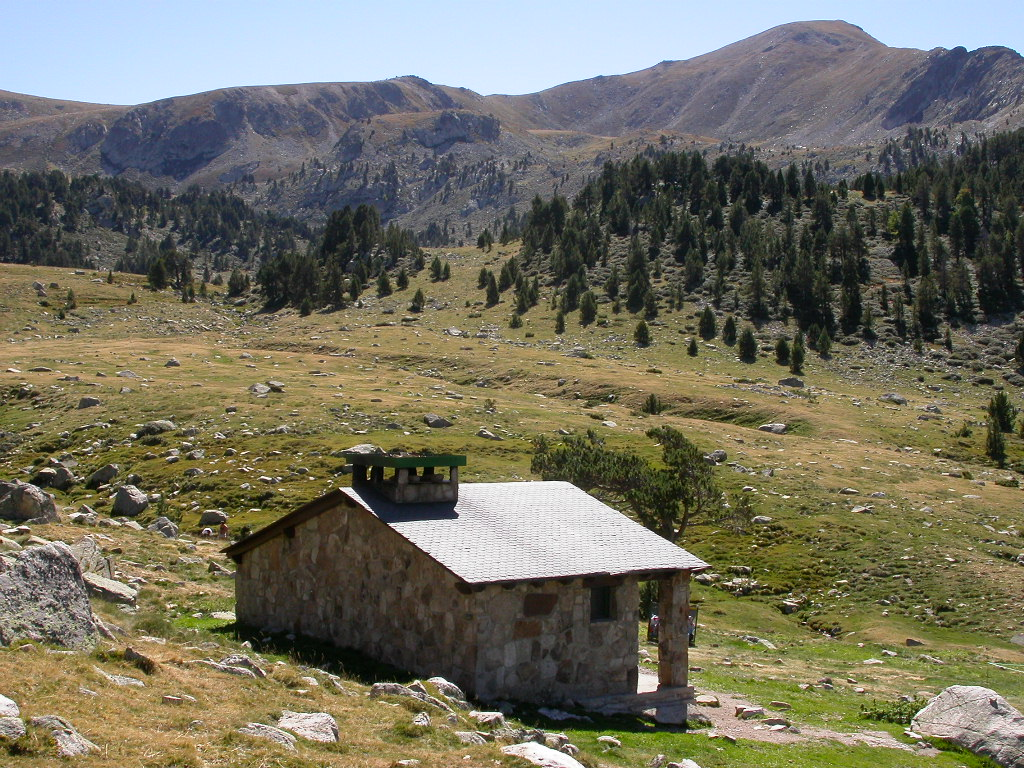
Будинок в долині

## Короткий опис
Долина являє собою льодовикову ущелину з високогірними луками та лісистими виступами скель. З півдня, заходу та сходу вона оточена горами, з півдня безпосередньо межуює з Іспанією, а з півночі виходить до долини річки Валіра. У долину не ведуть жодні дороги, крім пішохідних стежок. Проте, залишки жител та сліди виплавлення заліза доводять, що люди жили в долині понад 700 років.
Наразі в долині знаходяться два невеликих поселення, що заселяються лише влітку й мають загалом 12 гранітних будинків зі сланцевим дахом. В Середньовіччя в долині вирощувався виноград. Останнім часом сільське господарство витісняється скотарством. Ліси до XIX століття використовувалися для отримання деревного вугілля. До 1790 року в долині практикувалися добування залізної руди і ковальство.